# Estocàstica
L'estocàstica és una disciplina de la matemàtica que combina la teoria de la probabilitat i l'estadística matemàtica per estudiar fenòmens aleatoris. Un procés estocàstic és aquell que té un comportament no determinista. És a dir, un estat no determina plenament el següent o proper estat.

## Etimologia
El terme prové de l'adjectiu de l’antic grec στοχαστικος (stochastikos), que va derivar en el significat de «conjectural», i que en origen volia dir «hàbil apuntant», especialment referit als arquers. Al seu torn, l’adjectiu prové de stochazesthai , apuntar, suposar, de stochos diana.

## Exemples
Les situacions estocàstiques són sistemes complexos on els seus practicants, encara que siguin experts complets, no en poden garantir l'èxit. Per exemple, en medicina n'és un cas clàssic el del doctor que pot administrar el mateix tractament a múltiples pacients que pateixen els mateixos símptomes sense obtenir en tots una reacció completament igual. Això fa de la medicina un procés estocàstic. Altres exemples en són un projecte arquitectònic, la guerra, la meteorologia o la retòrica, on no es poden pronosticar naturalment els èxits i fracassos.
En matemàtiques, específicament en la teoria de la probabilitat, els processos estocàstics han estat una àrea d'investigació essencial durant dècades. Sovint es relacionen amb l'estadística. Però això és una equivocació, atès que en l'estocàstica s'utilitzen sovint també sistemes físics. L'estocàstica, per tant, no estudia el mateix que l'estadística.

## Matriu estocàstica
Una matriu estocàstica és una matriu que té nombres reals no negatius i on cada fila suma 1.